# Tetyana Konoval
Pour les articles homonymes, voir Konoval.
Tetyana Konoval (ukrainien : Коновал Тетяна Олексіївна) est une pissankarka et enseignante ukrainienne. Elle est Honorable maître d'art populaire d'Ukraine (2009) et membre de l’Union nationale des maîtres d’art populaire d’Ukraine (uk) (2001), et elle est l'autrice d'un livre sur l'art ukrainien de décorer les œufs de Pâques.

## Biographie
Elle crée des œufs de Pâques traditionnels sur des œufs de poulet, d’oie et d’autruche. Elle développe des dessins d’auteur sur des motifs appartenant à l'Ukraine slobodienne (techniques: multicolore traditionnel, gravure au vinaigre des coquilles brunes et blanches). Certaines œuvres sont conservées à Donetsk, dans les musées d’art de Louhansk, au musée national d'art populaire de Kolomya (Kolomyia, oblast d’Ivano-Frankivsk). Elle anime aussi des ateliers.

## Galerie

Atelier avec des enfants
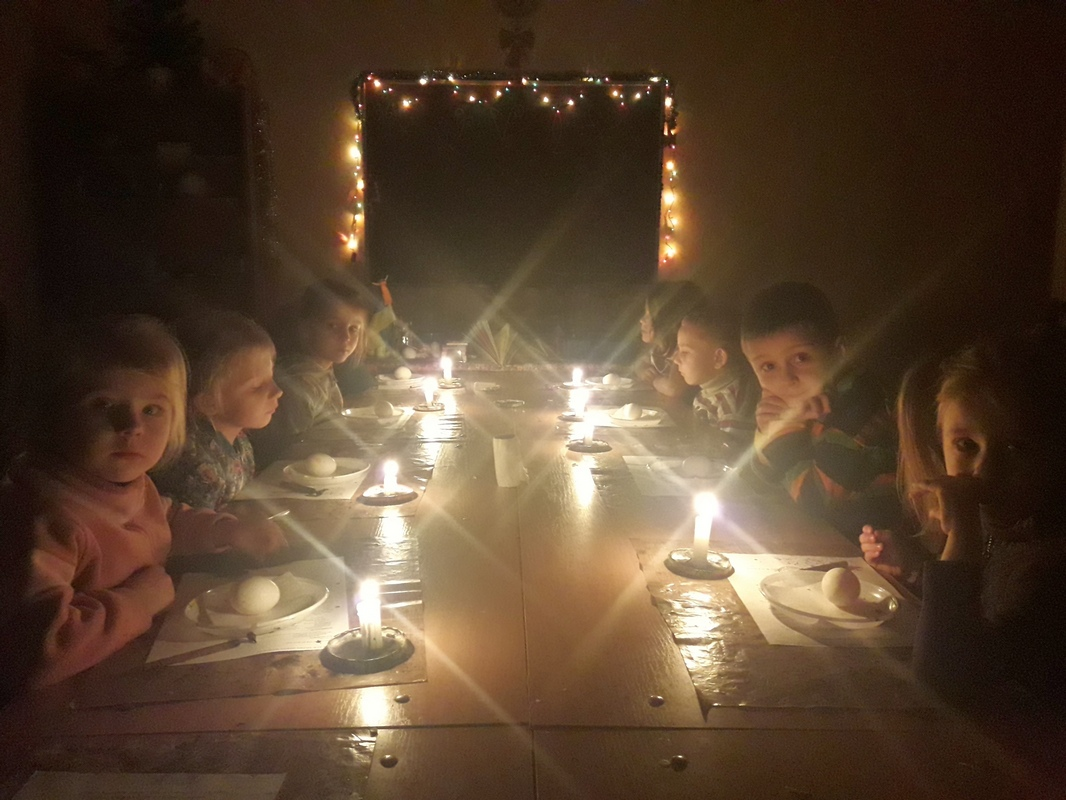
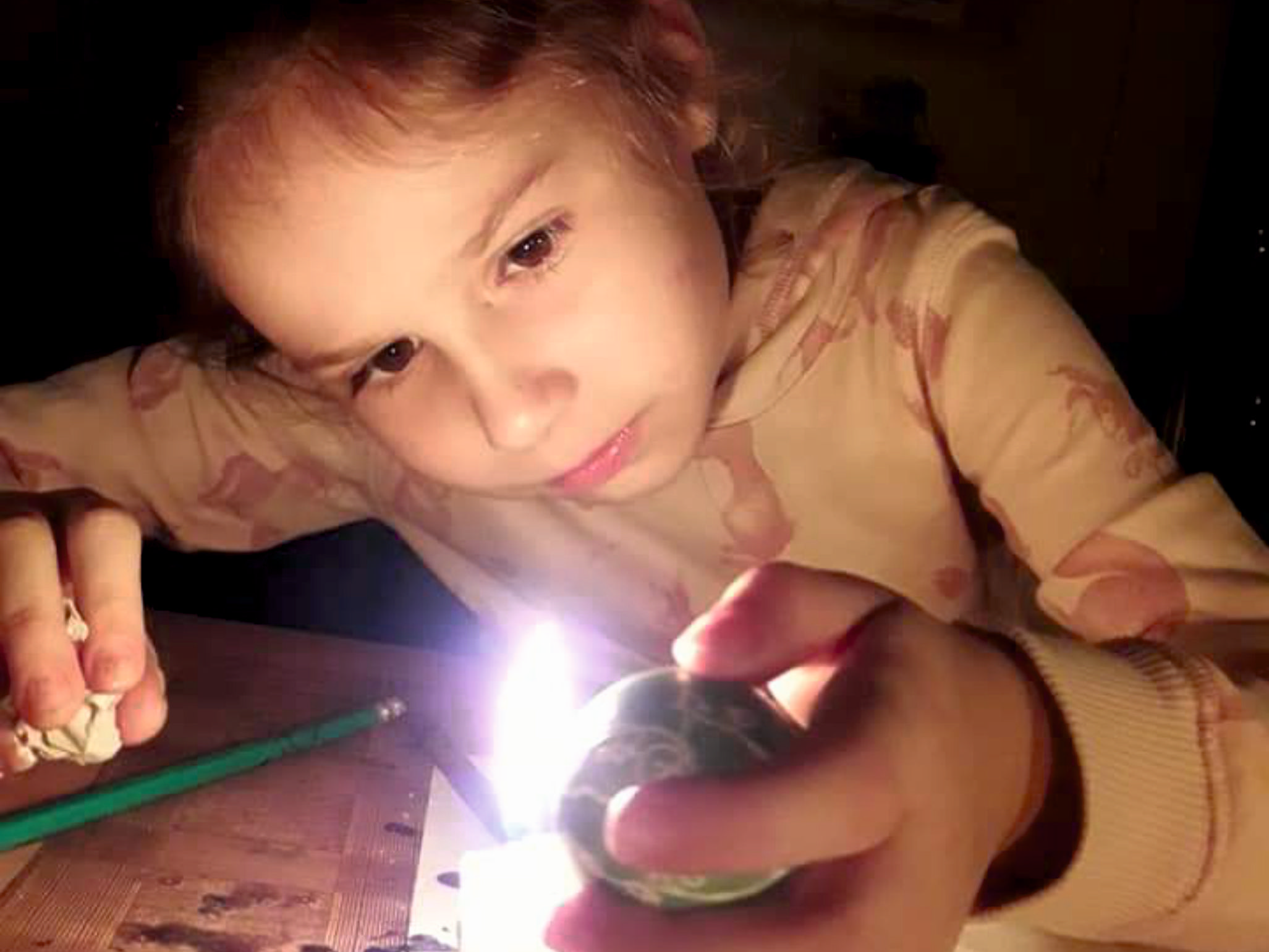
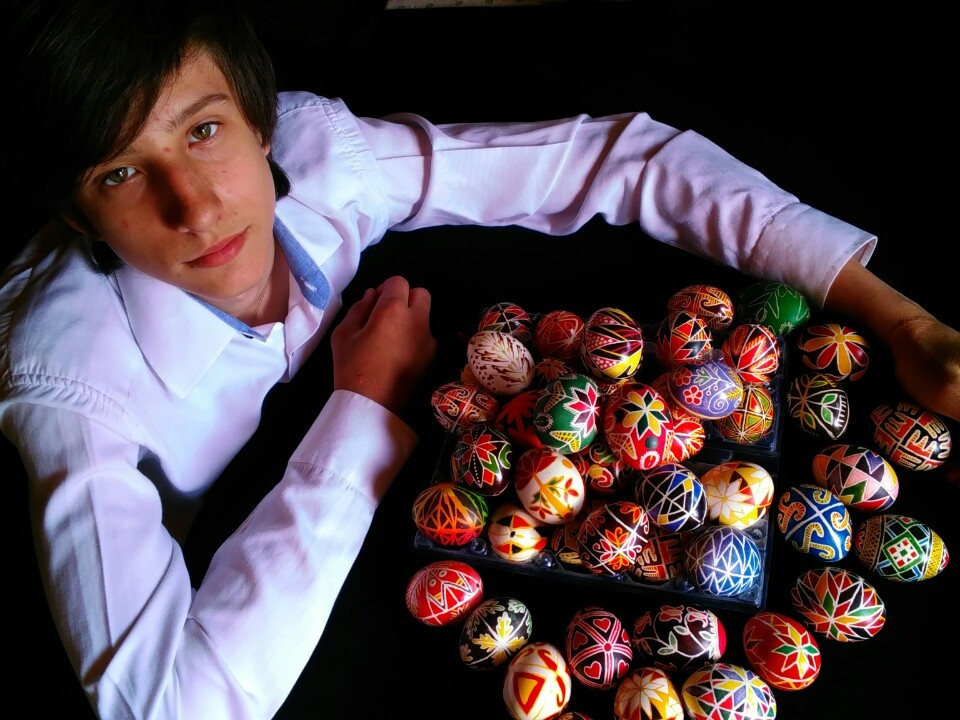
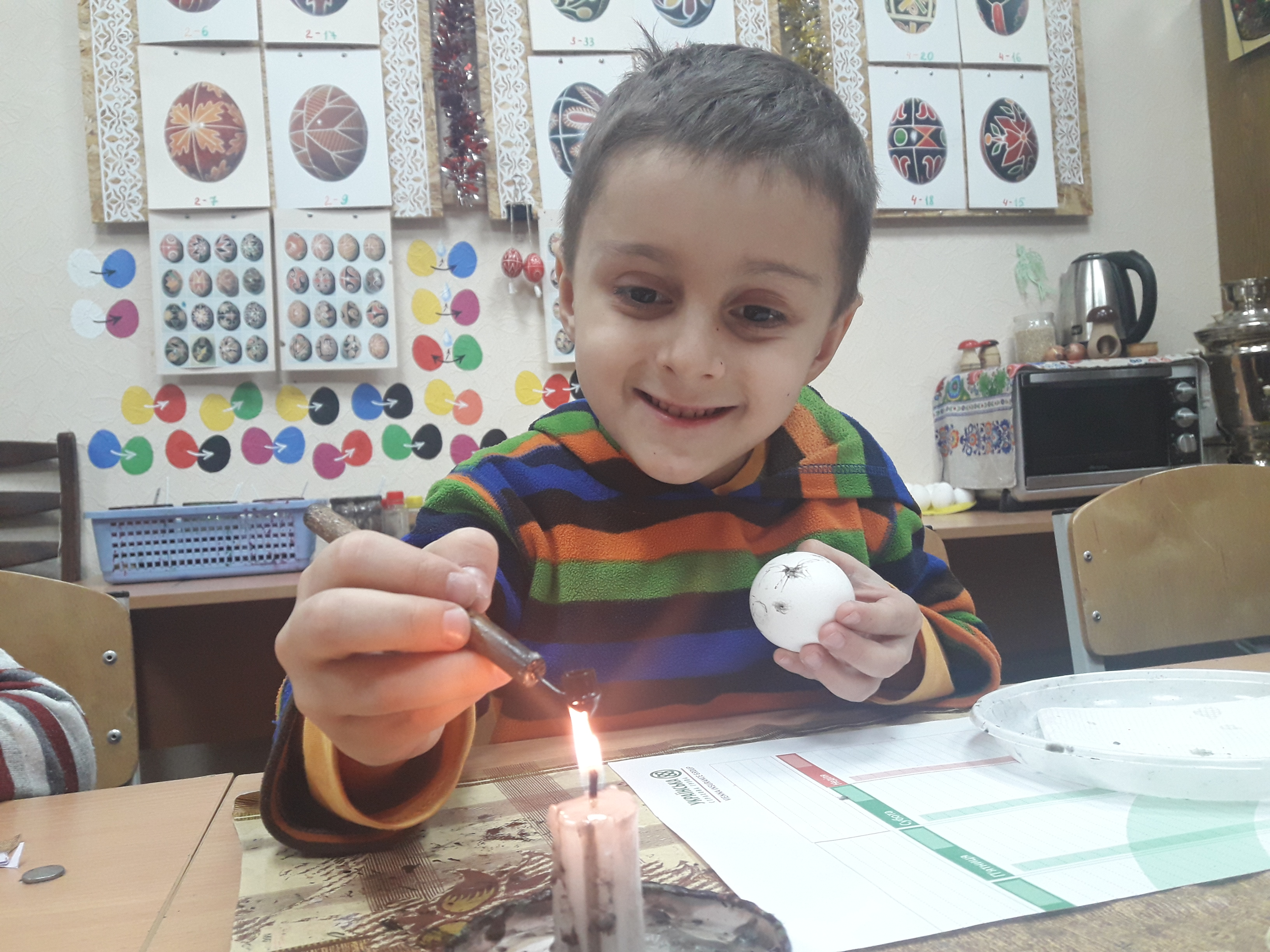
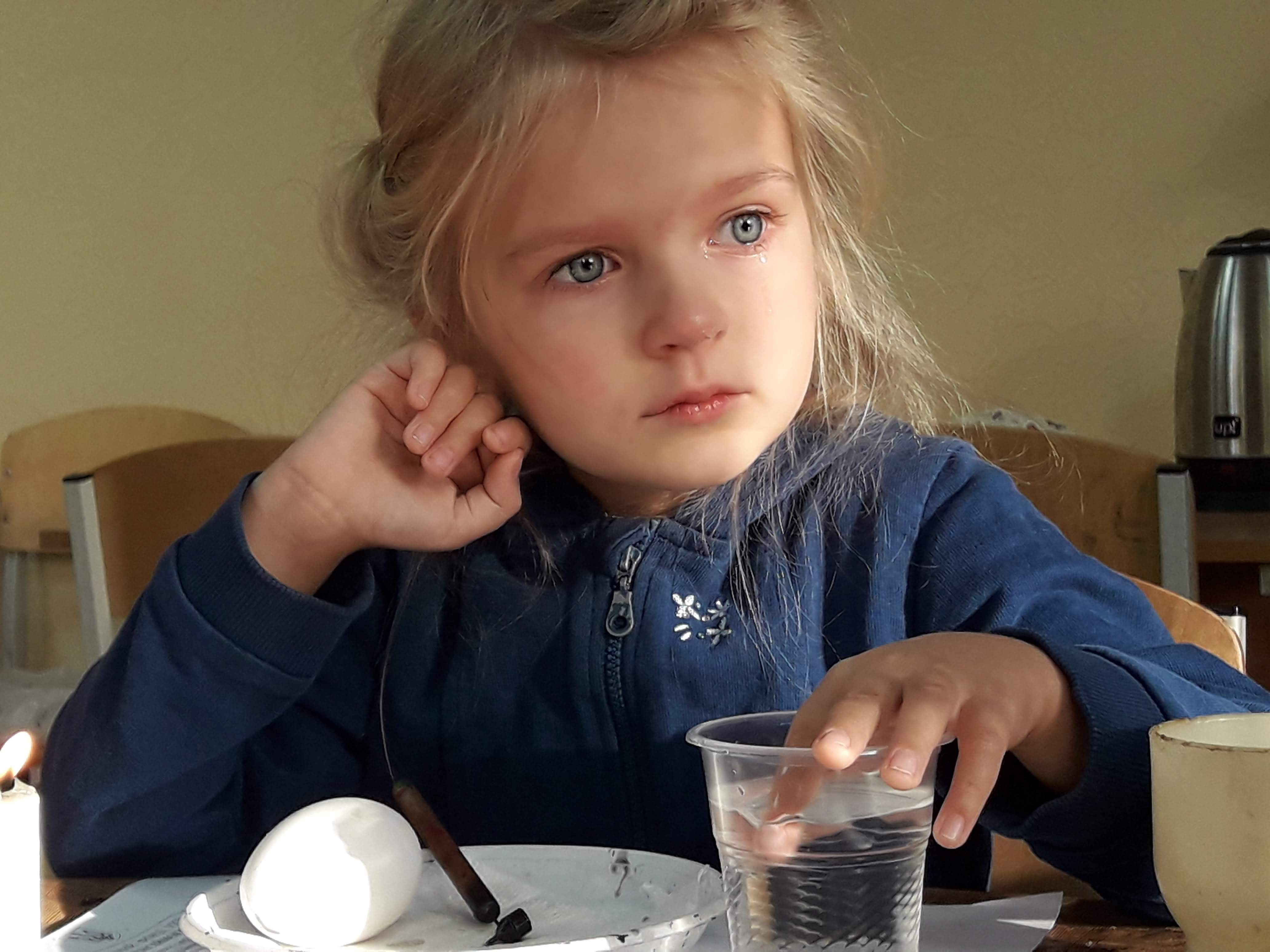
Enfant s'étant brulé les doigts

Étapes de la réalisation d'une œuvre
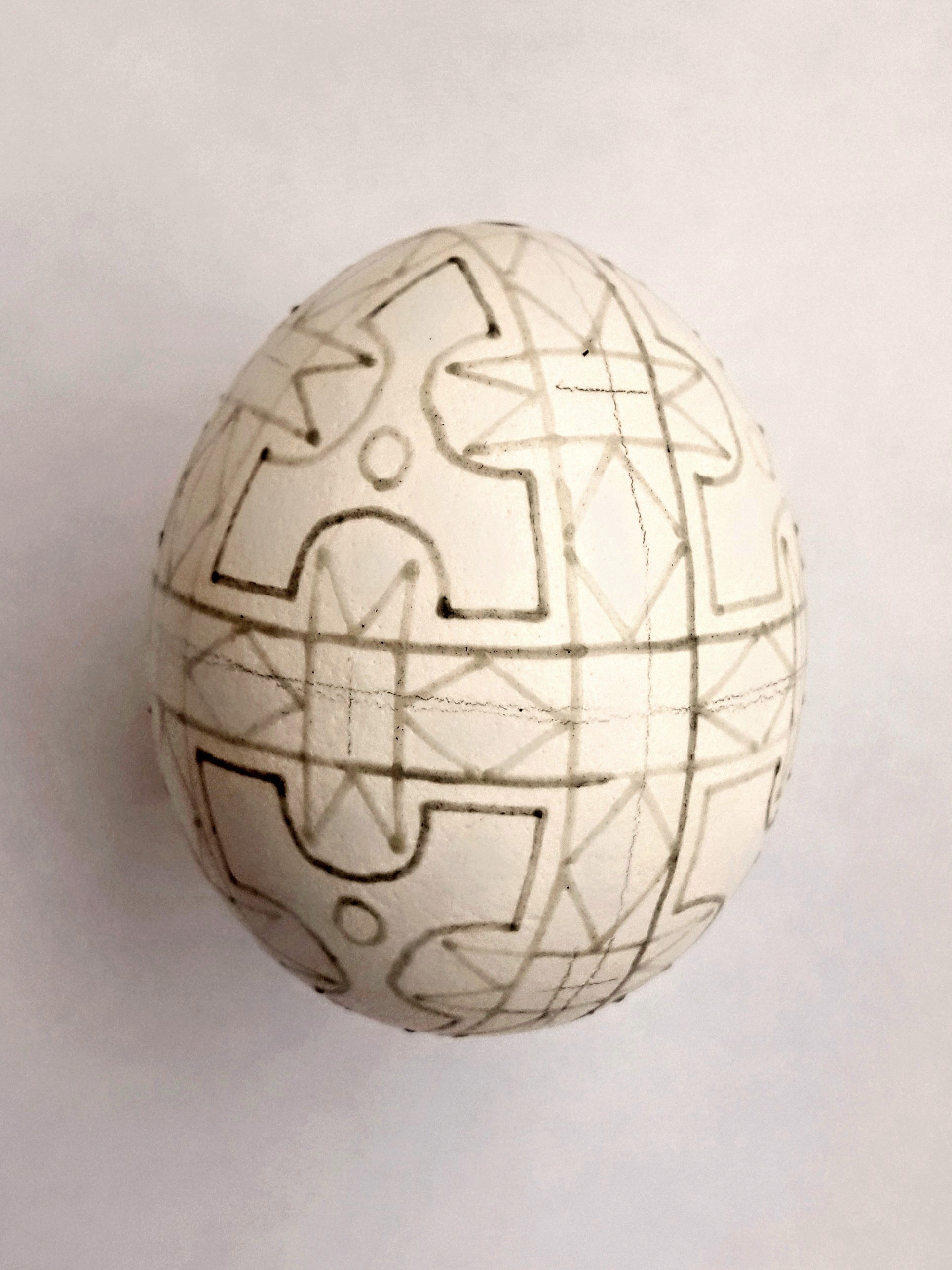
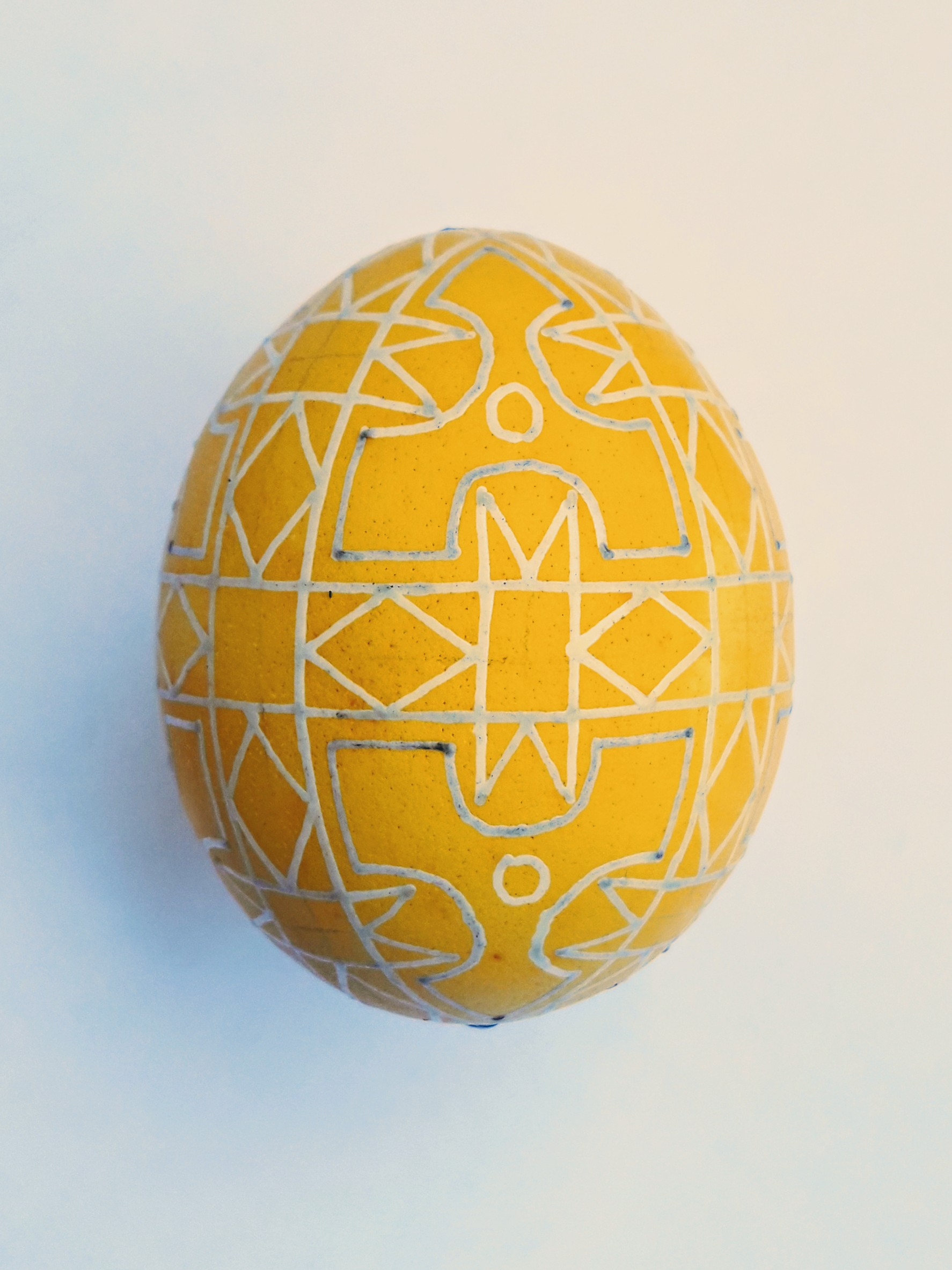
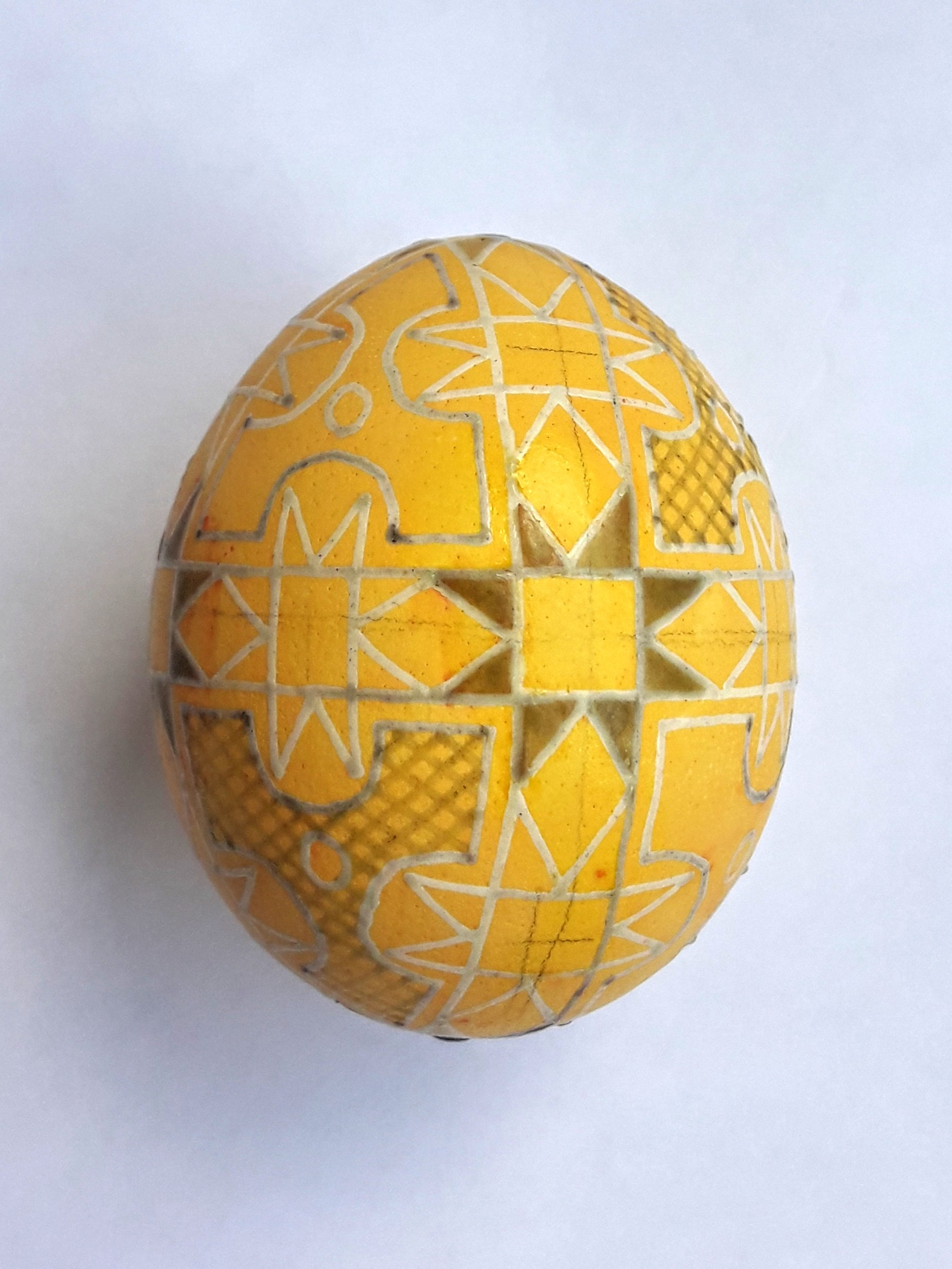
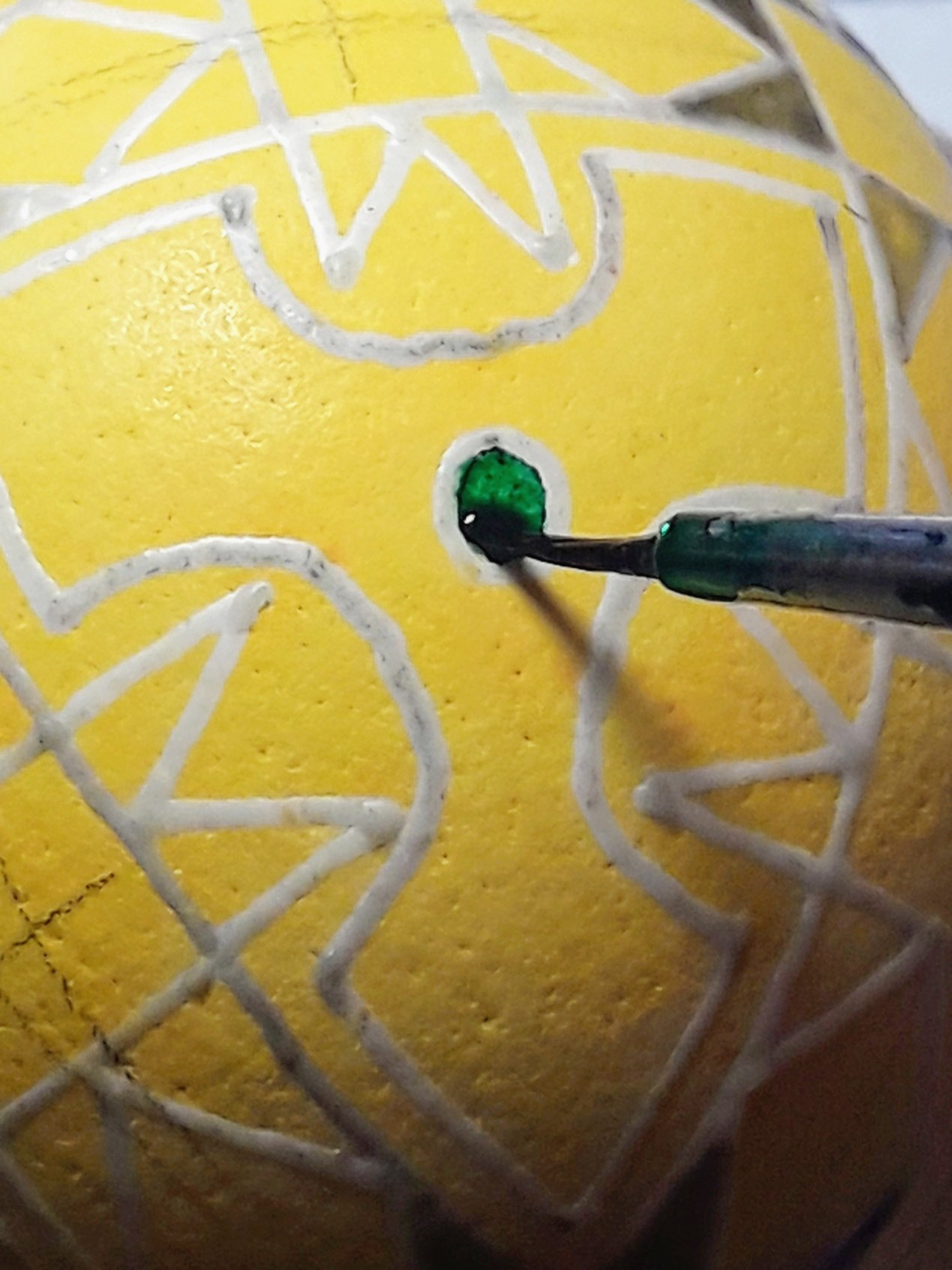
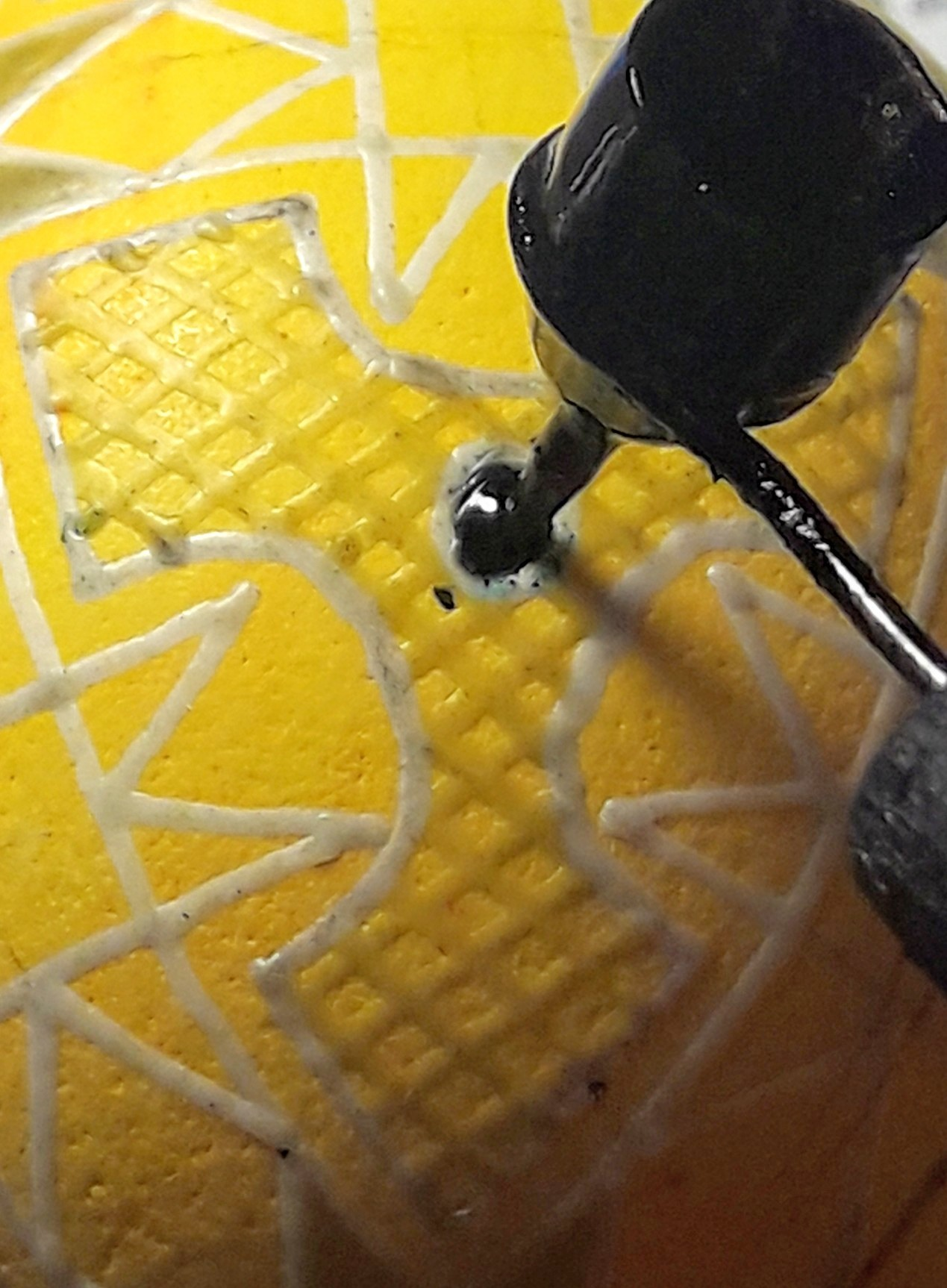
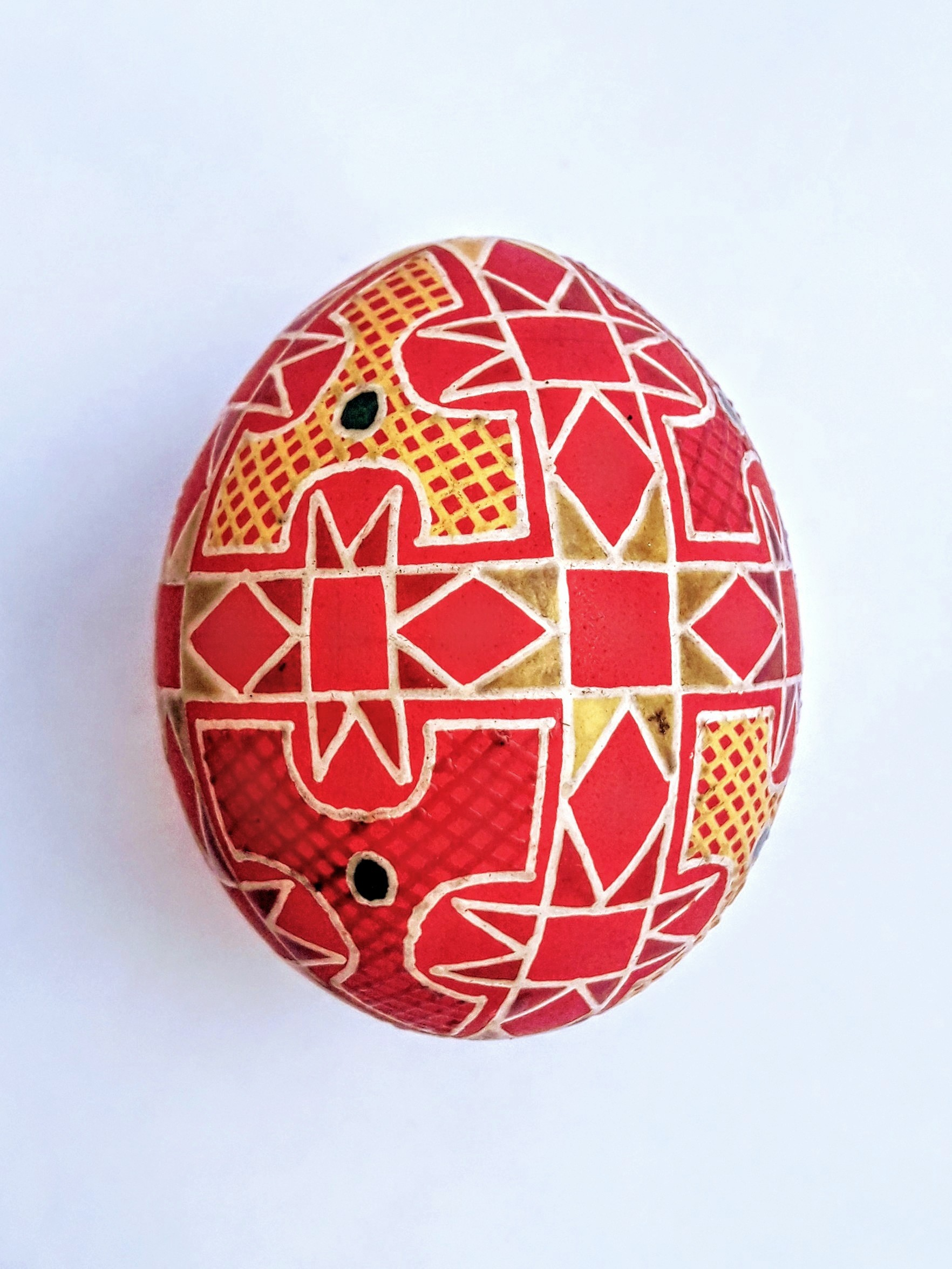
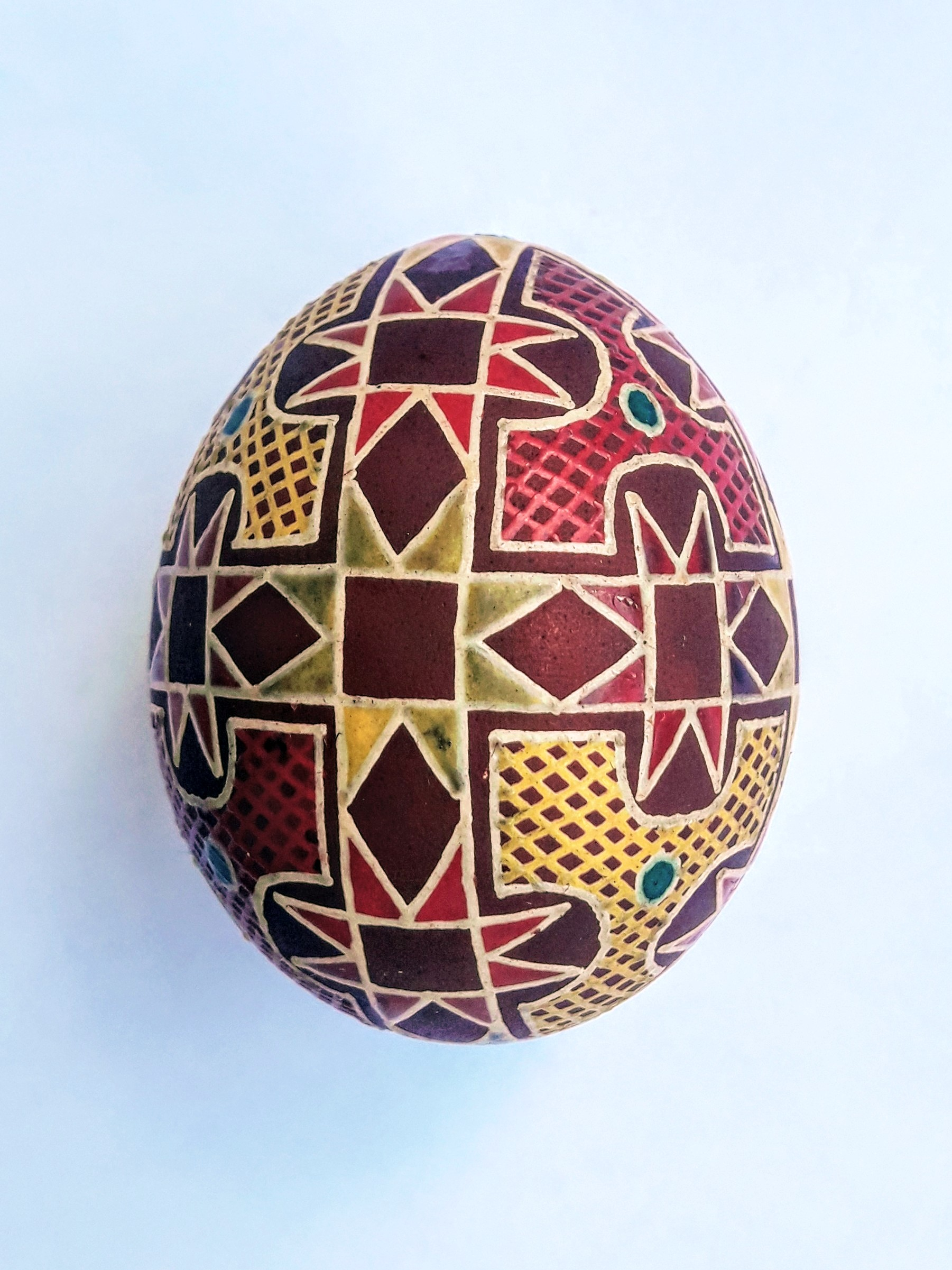
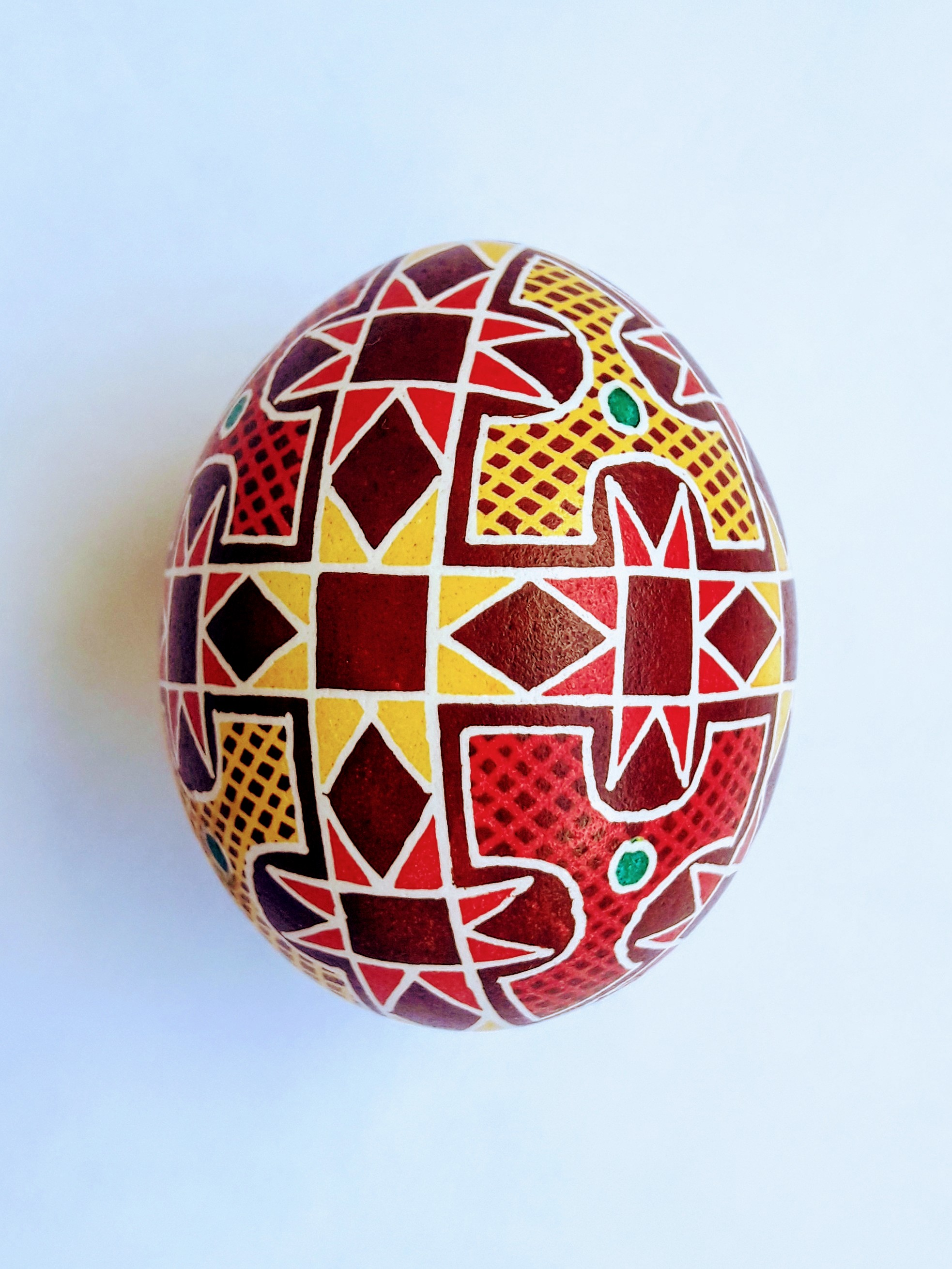